# Stazione di Giojosa Marea
La stazione di Giojosa Marea è una stazione della linea ferroviaria Palermo-Messina al servizio del comune di Gioiosa Marea.

## Storia
Venne costruita come stazione passante in superficie, sul vecchio tracciato della linea ferroviaria Palermo-Messina che fu realizzato in ritardo rispetto al programma di costruzioni ferroviarie in Sicilia che, iniziato dalla Società Vittorio Emanuele, dovette essere completato prima dalla Società Italiana per le strade ferrate meridionali dal 1872 e finito, dal 1885 in poi, dalla Società per le Strade Ferrate della Sicilia.
La stazione entrò in servizio, il 20 novembre 1893, unitamente al tronco Patti-Capo d'Orlando-Naso della linea Messina – Palermo.
La stazione, inizialmente era provvista di doppio binario, di piano caricatore, di magazzino merci e di ponte a bilico.
Verso la fine degli anni novanta iniziò il lento declino dell'infrastruttura ferroviaria, come accadde per tutte le altre stazioni, dapprima fu dismesso lo scalo merci, successivamente fu chiuso il fabbricato viaggiatori con i relativi servizi. 
Il 9 dicembre 2007, è avvenuta la soppressione della "Direzione al Movimento" cioè del "Capostazione".

## Strutture e impianti
L'impianto è situato alla progressiva chilometrica 152+630 del tracciato della linea Palermo-Messina nel comune di Gioiosa Marea. Il fabbricato viaggiatori è su due livelli, di cui il secondo piano fu l'alloggio del capostazione, e non presenta elementi architettonici di rilievo. La stazione è gestita in telecomando dal DCO, nell'impianto di Palermo Centrale. Il fascio binari ne comprende due, utilizzati entrambi per il servizio viaggiatori, in particolare il secondo è quello di corretto tracciato.

## Movimento
La stazione è servita esclusivamente da treni regionali. In base alla tabella oraria ferroviaria estiva 2011, in essa fermano 27 treni regionali (fra feriali e festivi).

## Servizi
La stazione è fornita di videosorveglianza e annunci sonori. E inoltre:
- Biglietteria automatica
- Sala d'attesa
- Bar (nei dintorni)

Per quello che riguarda la categorizzazione delle stazioni, RFI la considera di categoria bronze.